# 140高地公園
140高地公園位於臺灣台北市文山區萬芳社區，為野外山區開發而成之自然森林公園，因公園最高點為海拔138公尺枹子腳山（枹子坑山），取其整數並命名為140高地公園。公園成立于2007年3月，是一座以「生態工法」為設計原則的公園。
公園的特色為大部分植物為山林自然生成；空氣清新，視野遼闊，公園內設有觀景臺，白天可遠眺台北101大樓、萬芳社區、動物園、貓空及臺灣北部群山，夜晚為極佳之觀星賞月場所。本公園自然生態豐富，為調查及研究文山地區動植物之絕佳場所。
入口位於和平東路四段與萬寧街交會處；在萬寧街125號旁，另有一處入口。在公園最高點海拔138公尺處，設有140高地公園導覽圖，可供認識附近環境。除此之外，也有體健設施(含單槓)。

## 歷史
萬芳社區先前之地名為枹子坑。1972年臺北市政府開始規劃在枹子坑建設山坡地開發的示範社區，並於1978年起開始進行土地徵收，並著手興建道路及國宅。140高地公園建立於枹子坑山山上，為萬芳社區之一部分。
2004年台北市政府於萬寧街枹子坑山闢建文山80號公園，2007年政府又于萬寧街枹子坑山闢建文山30號公園，80號公園及30號公園又合併為「140高地公園」，面積達5.6公頃。

## 照片

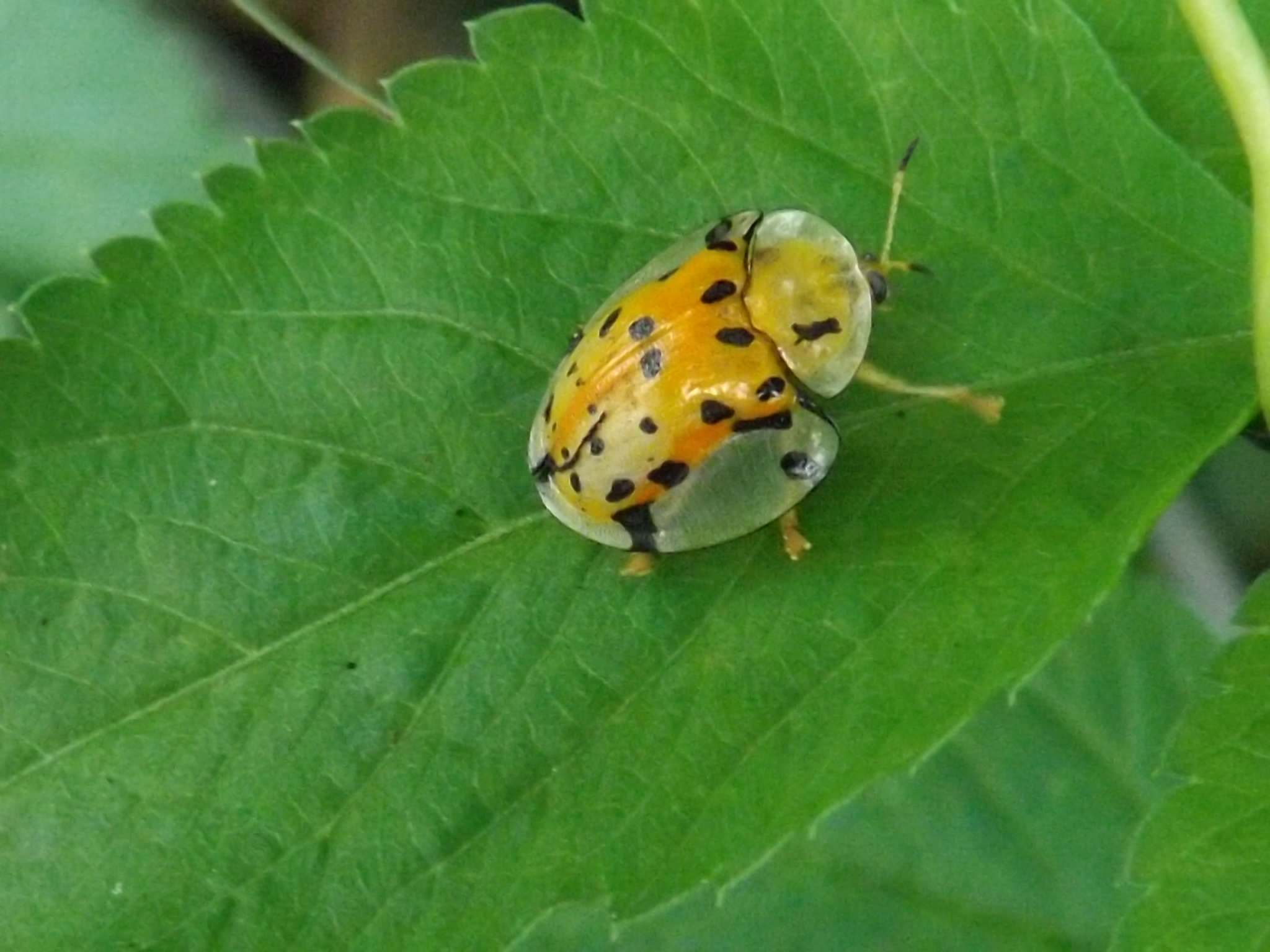
大黑星龜金花蟲
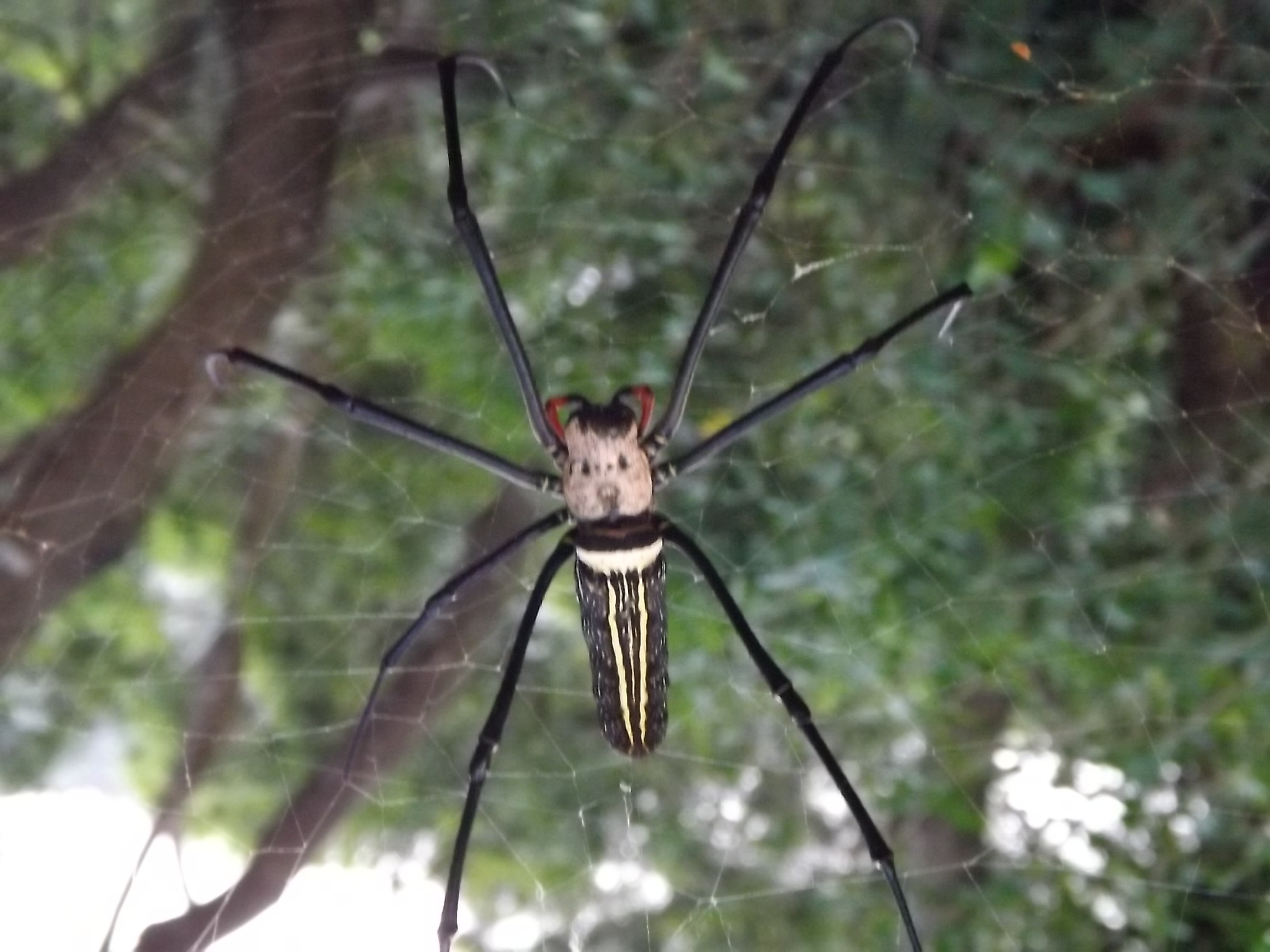
人面蜘蛛
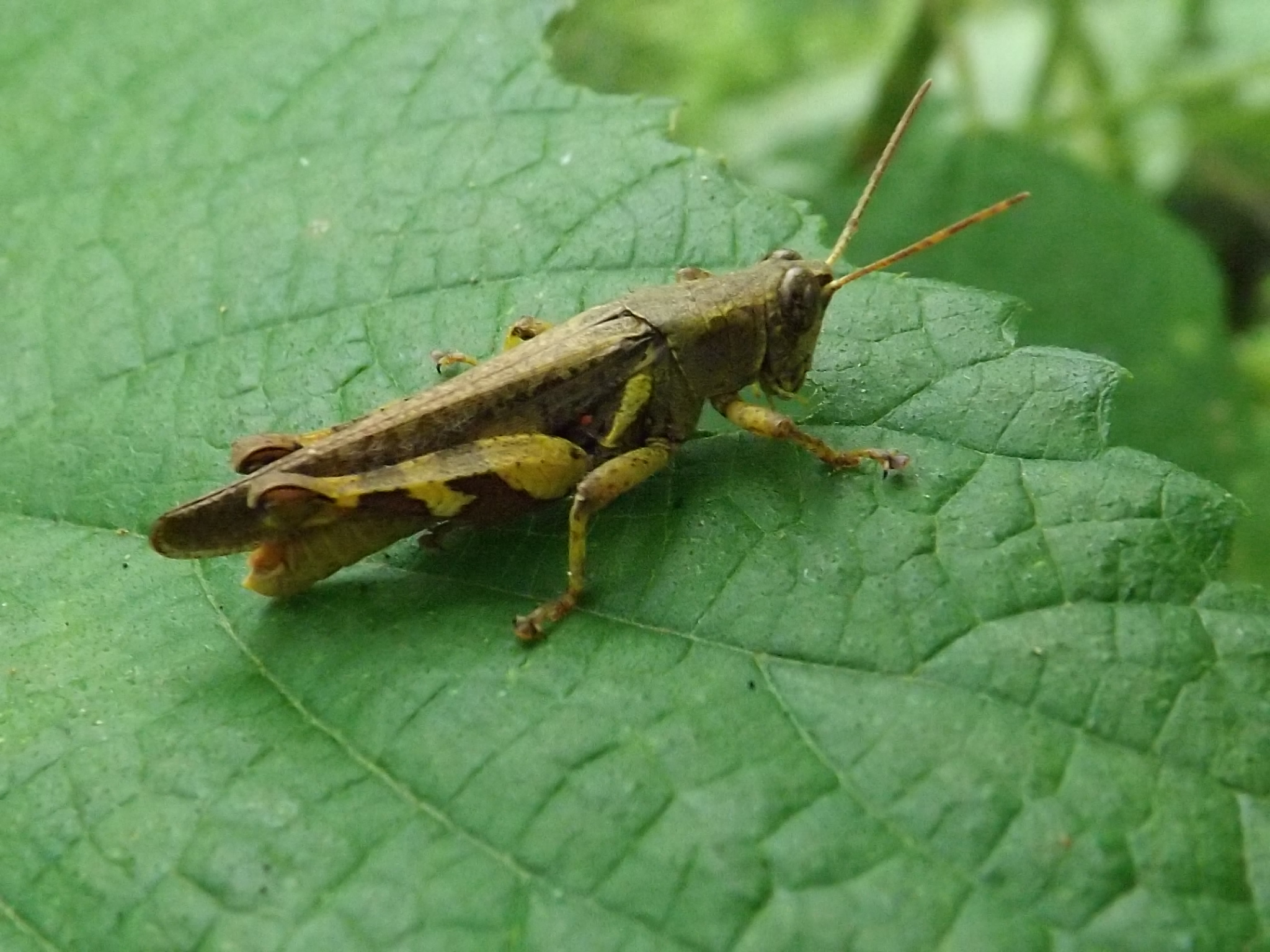
短角異斑腿蝗
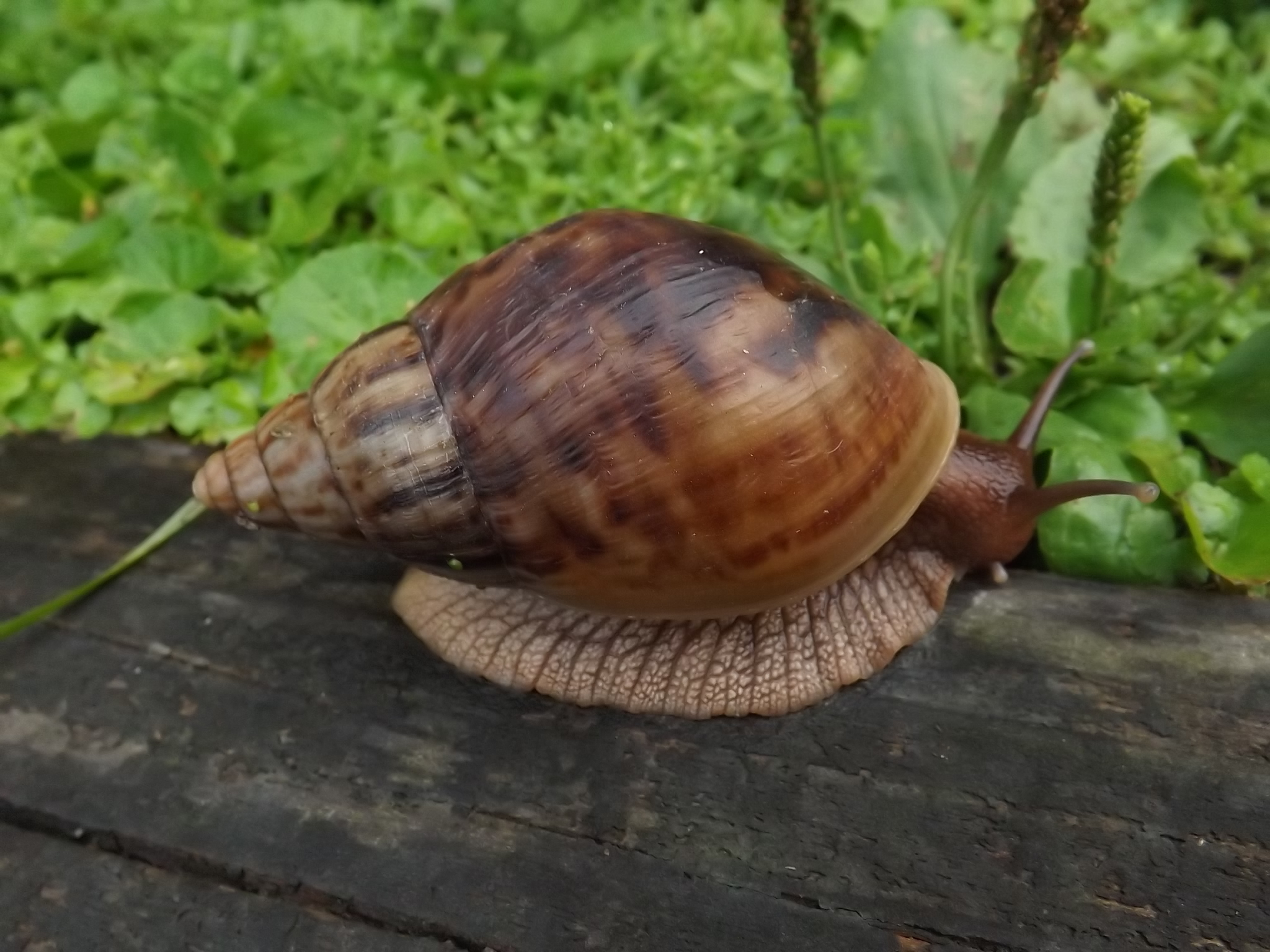
非洲蝸牛

## 外部連結
- 140高地 - 公園走透透 （页面存档备份，存于）
- 140高地公園  臺北旅遊網 （页面存档备份，存于）